# Metroidvania

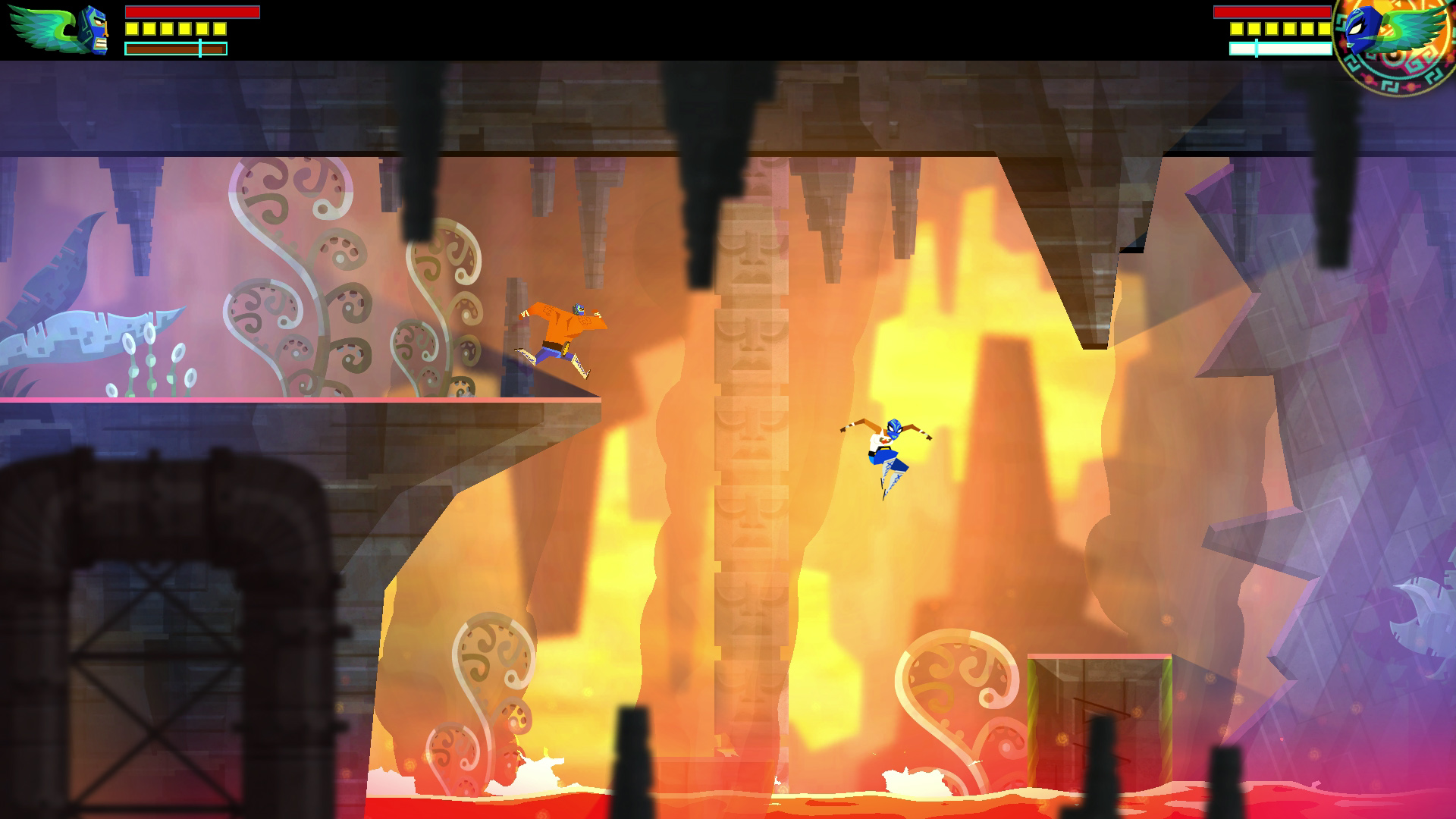
Screenshot de Guacamelee!, jogo de ação e plataforma inspirado na cultura e folclore mexicano.

Metroidvania é um sub-gênero de jogos eletrônicos de ação-aventura, baseado na jogabilidade e design das séries de jogos Metroid e Castlevania, tipicamente com sidescrolling de plataforma e um grande mundo interconectado.
Jogos de ação que geralmente apresentam um grande mapa interconectado que o jogador irá explorar, embora o acesso a partes sejam limitados por obstáculos, que somente podem ser ultrapassados quando o jogador adquirir, ferramentas, armas, ou habilidades dentro do jogo. Essas melhorias também podem ajudar o jogador a derrotar inimigos mais difíceis e localizar atalhos e áreas secretas, que inclui refazer os passos do mapa. Com isso, os jogos "Metroidvania" incluem uma integração de história e design de níveis, cuidando dos designs de níveis e o controle dos personagens para incentivar a exploração e experimentação, e um meio para o jogador possa ficar mais ligado ao personagem do jogador.[carece de fontes?]
Os jogos "Metroidvania" são tipicamente jogos sidescrolling de plataforma, podendo incluir outros gêneros. Metroid Prime marcou uma transição de uma séries principais do gênero para tiro em primeira pessoa, algo que também foi experimentado na versão de Sega Saturn do jogo de 1996 PowerSlave. Séries de ação como Dark Souls e Batman: Arkham também tem uma fórmula Metroidvania tridimensional, com um mundo aberto que tem áreas que só podem ser exploradas depois de adquirir items e derrotar chefes. O gênero tem ressurgido desde os anos 2000  principalmente em jogos indies.

## Exemplos
Alguns exemplos de jogos do subgênero são:
- Série Metroid (Nintendo; desde 1986)
- Série Castlevania (Konami), principalmente entre Castlevania: Symphony of the Night (1997) e Castlevania: Order of Ecclesia  (2008)
- Série Shantae (WayForward Technologies; desde 2002)
- La-Mulana (GR-3 Project; 2006, com um remake em 2012)
- Shadow Complex (Chair Entertainment; 2009)
- Cave Story+ (Daisuke Amaya; 2012)
- Dust: An Elysian Tail (Humble Hearts; 2012)
- Guacamelee! (DrinkBox Studios; 2013) e Guacamelee! 2 (DrinkBox Studios; 2017)
- Rogue Legacy (Cella Door Games; 2013)
- Valdis Story: Abyssal City (Endless Fluff; 2013)
- SteamWorld Dig (Image & Form; 2013) e SteamWorld Dig 2 (2017)
- Strider (Capcom; 2014)
- Ori and the Blind Forest (Moon Studios; 2015)
- Axiom Verge (Thomas Happ; 2016)
- Hollow Knight (Team Cherry; 2017)
- Salt and Sanctuary (Ska Studios; 2016)
- The Mummy Demastered (WayForward; 2017 )
- Dead Cells (Motion Twin; 2018)
- The Messenger (Sabotage Studio; 2018)
- Bloodstained: Ritual of the Night (ArtPlay; 2019)